# ザ・バンド・ペリー
ザ・バンド・ペリー (The Band Perry) は、アメリカ合衆国のカントリー・ミュージック・グループである。キンバリー・ペリー (リード・ボーカル、ギター、ピアノ)、リード・ペリー (ベース･ギター、バック・ボーカル)、ニール・ペリー (マンドリン、ドラム、アコーディオン、バック・ボーカル) の3人姉弟で構成される。2009年8月にリパブリック・ナッシュビルと契約し、『Hip to My Heart 』(2009年11月)、『If I Die Young 』(2010年1月)、『You Lie 』(2011年1月)、
『All Your Life 』(2011年8月)、『Postcard from Paris 』(2012年3月)の5枚のシングルをリリースしている。5曲全て2010年10月12日発売のデビュー・アルバム『The Band Perry 』に収録されている。『If I Die Young 』はビルボードのカントリー・チャートとアダルト・コンテンポラリー・チャートの第1位となり、プラチナ認定された。

## 経歴
ペリー姉弟はアラバマで育った子供時代から歌い始めていたが、地元はテネシー州グリーンヴィルということになっている。キンバリーは1983年生まれ、リードは1988年生まれ、ニールは1990年生まれである。キンバリー・ペリーは10代の頃、自身のバンドで歌っており、ニールとリードは裏方を手伝っていた。リード10歳、ニール8歳の頃、キンバリーの前座としてモービル・ミュージック・マシンズを結成して演奏を始めた。その後2005年に共に活動することになり、ザ・バンド・ペリーとして新人ツアーに出演する。
2008年、ガース・ブルックスのマネージャー、ボブ・ドイルが彼らを見出し録音の手助けをし、当時設立されたばかりのリパブリック・ナッシュビルの社長、スコット・ボルケッタにその録音されたものが送られた。2009年8月、彼らはリパブリック・ナッシュビルと契約し、デビュー・シングル『Hip to My Heart』が発売された。ブレット・ビーヴァースと共に、三人とも作曲に携わった。この曲はカントリー・チャートにおいて最高第20位であった。2010年4月、ミニ・アルバム『The Band Perry 』が発売された。
『Hip to My Heart 』がチャートから落ちた後、彼らはキンバリー単独作曲の2枚目のシングル『If I Die Young 』が発売された。2010年10月12日、『If I Die Young 』と『Hip to My Heart 』が収録されたデビュー・アルバム『The Band Perry 』が発売された。このアルバムはポール・ウォーリーとネイサン・チャップマンのプロデュースである。『If I Die Young 』はカントリー・ミュージック・チャートの第1位となり、Billboard Hot 100の第14位となった。"If I Die Young" reached #1 on the country music chart, and #14 on the Billboard Hot 100.
ブライアン・ヘニングセン、アーロン・ヘニングセン、クララ・ヘニングセン作曲の、アルバムからのシングル3曲目『You Lie 』が2010年12月に発表され、2011年には第2位となった。
2011年8月、アルバムからのシングル4曲目『All Your Life 』がカントリーのラジオ局で最初に流された。2012年2月、カントリー・チャートでの2曲目の第1位となった。
2011年9月28日、アルバム売り上げが771,399枚となった。2012年3月、このアルバムからの5曲目のシングル『Postcard from Paris 』が発表された。

## ディスコグラフィー

### アルバム
| 2010                                      | The Band Perry | - 全米売上: 160万枚  | 4 | — | 46 | - US: プラチナ - CAN: プラチナ |
| 2013                                      | Pioneer        | - 全米売上: 52.6万枚 | 2 | 3 | 94 | - US: ゴールド - CAN: ゴールド |
| "—"は未発売またはチャート圏外を意味する。 |                |                      |   |   |    |                                |

### ミニ・アルバム
| タイトル       | 概要 | 最高 順位     | 最高 順位 |
| タイトル       | 概要 | US カントリー | US ヒート |
| -------------- | --- | ------------- | --------- |
| The Band Perry | - 発売日: April 6, 2010年4月6日 - レーベル: リパブリック・ナッシュビル - 様式: CD、デジタル・ダウンロード | 32            | 4         |

### シングル
| 発売年         | タイトル                 | 最高順位      | 最高順位 | 最高順位 | 最高順位    | 最高順位 | 最高順位 | 認定 (売上枚数による)             | 収録アルバム   |
| 発売年         | タイトル                 | US カントリー | US       | US AC    | US アダルト | US Pop   | CAN      | 認定 (売上枚数による)             | 収録アルバム   |
| -------------- | ------------------------ | ------------- | -------- | -------- | ----------- | -------- | -------- | --------------------------------- | -------------- |
| 2009年         | "Hip to My Heart"[A]     | 20            | 101      | ?        | ?           | ?        | ?        |                                   | The Band Perry |
| 2010年         | "If I Die Young"         | 1             | 14       | 1        | 4           | 12       | 48       | - CAN: プラチナ - US: 4× プラチナ | The Band Perry |
| 2011年         | "You Lie"                | 2             | 42       | ?        | ?           | ?        | ?        | - US: ゴールド                    | The Band Perry |
| 2011年         | "All Your Life"          | 1             | 37       | ?        | ?           | ?        | 62       | - US: ゴールド                    | The Band Perry |
| 2012年         | "Postcard from Paris"[B] | 26            |          |          |             |          |          |                                   | The Band Perry |
| "?" チャート外 |                          |               |          |          |             |          |          |                                   |                |

参照
- A^ "Hip to My Heart" は Billboard Hot 100 には入っていないがBubbling Under Hot 100 Singlesでは第一位となっている。[31]
- B^ 最新シングル。

### その他のチャート入りした曲
| 年     | タイトル                        | 最高順位      | 収録アルバム                     |
| 年     | タイトル                        | US カントリー | 収録アルバム                     |
| ------ | ------------------------------- | ------------- | -------------------------------- |
| 2011年 | "Santa Claus Is Coming to Town" | 29            | The Country Christmas Collection |
| 2012年 | "The Star Spangled Banner"      | 59            | 収録無し                         |

### ミュージック・ビデオ
| 年     | タイトル                         | 監督                       |
| ------ | -------------------------------- | -------------------------- |
| 2010年 | "Hip to My Heart"                | トレイ・ファンジョイ       |
| 2010年 | "If I Die Young" (バージョン・1) | デイヴィッド・マクリスター |
| 2011年 | "You Lie"                        | デイヴィッド・マクリスター |
| 2011年 | "All Your Life"                  | デイヴィッド・マクリスター |
| 2011年 | "If I Die Young" (バージョン・2) | デイヴィッド・マクリスター |

## 他アーティストとの共演
| 年     | タイトル                                            | アルバム            |
| ------ | --------------------------------------------------- | ------------------- |
| 2011年 | "Home This Christmas" (with ジャスティン・ビーバー) | Under the Mistletoe |

## 受賞歴
| 年     | 賞                                                     | 部門                                                                     | 結果       |
| ------ | ------------------------------------------------------ | ------------------------------------------------------------------------ | ---------- |
| 2010年 | CMAアワード                                            | 年間ヴォーカル･グループ賞                                                | ノミネート |
| 2010年 | アメリカン・カントリー・アワード                       | 年間新人賞                                                               | ノミネート |
| 2010年 | アメリカン・カントリー・アワード                       | 年間デュオ/グループ賞                                                    | ノミネート |
| 2011年 | 第53回グラミー賞                                       | 最優秀カントリー作曲賞 — "If I Die Young"                                | ノミネート |
| 2011年 | ACMアワード                                            | 最優秀新人ヴォーカル・デュオ/グループ賞                                  | 受賞       |
| 2011年 | ACMアワード                                            | 最優秀新人賞                                                             | 受賞       |
| 2011年 | ACMアワード                                            | 最優秀ヴォーカル・グループ賞                                             | ノミネート |
| 2011年 | ACMアワード                                            | 年間シングル賞 — "If I Die Young"                                        | ノミネート |
| 2011年 | ACMアワード                                            | 年間作曲賞 — "If I Die Young"                                            | ノミネート |
| 2011年 | 2011・ビルボード・ミュージック・アワード               | 最優秀カントリー賞 — "If I Die Young"                                    | ノミネート |
| 2011年 | CMTアワード                                            | 年間ビデオ賞 — "If I Die Young"                                          | ノミネート |
| 2011年 | CMTアワード                                            | 年間グループ・ビデオ賞 — "If I Die Young"                                | ノミネート |
| 2011年 | CMTアワード                                            | USA Weekend 年間ビデオ賞 — "If I Die Young"                              | 受賞       |
| 2011年 | CMTアワード                                            | ネーションワイド・インシュアランス賞                                     | 受賞       |
| 2011年 | ティーン・チョイス・アワード                           | 音楽部門: カントリー・シングル賞 — "If I Die Young"                      | ノミネート |
| 2011年 | ティーン・チョイス・アワード                           | 音楽部門: カントリー・グループ賞                                         | ノミネート |
| 2011年 | インスピレーション・カントリー・ミュージック・アワード | インスピレーション・ビデオ賞 — "If I Die Young"                          | ノミネート |
| 2011年 | CMAアワード                                            | 年間新人アーティスト賞                                                   | 受賞       |
| 2011年 | CMAアワード                                            | 年間ヴォーカル・グループ賞                                               | ノミネート |
| 2011年 | CMAアワード                                            | 年間シングル賞 — "If I Die Young"                                        | 受賞       |
| 2011年 | CMAアワード                                            | 年間作曲賞 — "If I Die Young"                                            | 受賞       |
| 2011年 | CMAアワード                                            | 年間ミュージック・ビデオ賞 — "If I Die Young"                            | ノミネート |
| 2011年 | アメリカン・ミュージック・アワード                     | スプリント新人アーティスト賞                                             | ノミネート |
| 2011年 | アメリカン・ミュージック・アワード                     | カントリー部門: フェイバリット・バンド/デュオ/グループ賞                 | ノミネート |
| 2011年 | アメリカン・ミュージック・アワード                     | カントリー部門: フェイバリット・アルバム賞 — The Band Perry              | ノミネート |
| 2011年 | アメリカン・カントリー・アワード                       | 年間アーティスト賞: デュオ/グループ部門                                  | ノミネート |
| 2011年 | アメリカン・カントリー・アワード                       | 年間アーティスト賞: 新人部門                                             | ノミネート |
| 2011年 | アメリカン・カントリー・アワード                       | 年間シングル賞: デュオ/グループ部門 — "You Lie"                          | ノミネート |
| 2011年 | アメリカン・カントリー・アワード                       | 年間シングル賞: 新人部門— "You Lie"                                      | ノミネート |
| 2011年 | アメリカン・カントリー・アワード                       | ミュージック・ビデオ賞: デュオ/グループ/コラボレーション部門 — "You Lie" | ノミネート |
| 2011年 | アメリカン・カントリー・アワード                       | ミュージック・ビデオ賞: 新人部門 — "You Lie"                             | ノミネート |
| 2012年 | 第54回グラミー賞                                       | 最優秀新人賞                                                             | ノミネート |